# 熊的傳說2
《熊的傳說2》（英語：Brother Bear 2），是一部由華特迪士尼製作，並於2006年由博偉家庭娛樂公司以录影带首映方式發行的美國電腦動畫电影。其發行日期為2006年8月29日。這部電影是2003年電影《熊的傳說》的續集。這部電影的双碟版DVD已经分别由中录德加拉、洲立、博伟在中国大陆、香港、台湾发行。（本片未有國語及粵語發音版本）。在這部電影中，歌手瑪麗莎·伊瑟莉姬（Melissa Etheridge）演唱了三首歌。
上一集的故事敘述重點為主角肯尼（Kenai）和哥達（Koda）兩人的旅途，而這一集則是將焦點放在肯尼以及他小時候的玩伴妮塔（Nita）上。上一集的角色出現在這部電影中的只有五個，肯尼、哥達、阿盧（Rutt）、阿德（Tuke）和塔克（Tug），但其中只有四位原電影的配音員有再回來擔任配音，包括了傑洛米·蘇雷茲（Jeremy Suarez）、瑞克·莫倫尼斯（Rick Moranis）、大衛·湯瑪斯（Dave Thomas）以及麥可·克拉克·鄧肯（Michael Clarke Duncan）。
在這部電影的第一個預告片中，肯尼的配音員是傑森·馬斯登（Jason Marsden），但是在電影中實際上擔任肯尼的配音的人是派屈克·丹普西。不過，在電影的幕後人員介紹中，還是有提到他，說他是這部電影的額外配音員。

## 劇情
在前一集的故事結束後的幾個月，已經被變成一隻熊的肯尼（Kenai）以及他扶養的弟弟哥達（Koda）兩人正從冬眠中醒過來，而那裡所有的熊都正趕著去尋找食物。但是，肯尼卻一直被自己幼年的回憶縈繞著。他想起了小時候的玩伴妮塔（Nita），肯尼曾經在很久以前送過妮塔一個特別的護身符。
妮塔已經長大要出嫁，但結婚那天天降大雷，認為這是天神的暗示妮塔不該嫁給此人，先知提示唯有妮塔找到肯尼重回得到護身符的地點，並燒毀護身符以解除兩人的羈絆，妮塔才可以另嫁他人。於是妮塔踏上尋找肯尼的旅程，過程中妮塔、肯尼和哥達經歷許多冒險，妮塔和肯尼找回兒時的快樂。此時肯尼陷入兩難，變回人類和妮塔在一起還是繼續當熊當哥達的兄弟，肯尼終究選擇兄弟，和妮塔共同燒毀護身符。雖然解除羈絆，但回到村中的妮塔卻一點也不開心，而清楚了解心中愛的是誰，最後決定變成熊和肯尼、哥達在一起。

## 配音員
以下列出英文原版的配音員：
| 配音                                      | 配音   | 角色 | 角色  |
| 英語                                      | 國語   | 中文 | 原文  |
| ----------------------------------------- | ------ | ---- | ----- |
| 派屈克·丹普西（Patrick Dempsey）          | 喬資淯 | 肯尼 | Kenai |
| 傑洛米·蘇雷茲（Jeremy Suarez）            |        | 哥達 | Koda  |
| 瑞克·莫倫尼斯（Rick Moranis）             | 王辰驊 | 阿盧 | Rutt  |
| 大衛‧湯瑪斯（Dave Thomas）                |        | 阿德 | Tuke  |
| 麥可·克拉克·鄧肯（Michael Clarke Duncan） | 陳彥鈞 | 濤哥 | Tug   |
| 曼蒂·摩爾（Mandy Moore）                  | 曾允凡 | 妮塔 | Nita  |